# Ярви, Юрки
Юрки Хеикки Ярви (фин. Jyrki Heikki Järvi; род. 7 февраля 1966 года) — финский яхтсмен, олимпийский чемпион.
Юрки Ярви, по прозвищу «ДжейДжей» (англ. «JJ»), в тандеме с Томасом Йохансоном стал обладателем золотых медалей в классе «49er» на летних олимпийских играх 2000 года в Сиднее.